# Tinagma pulverilinea
Tinagma pulverilinea är en fjärilsart som beskrevs av Braun 1921. Tinagma pulverilinea ingår i släktet Tinagma och familjen skäckmalar. Inga underarter finns listade i Catalogue of Life.